# اسکی‌تورینگ

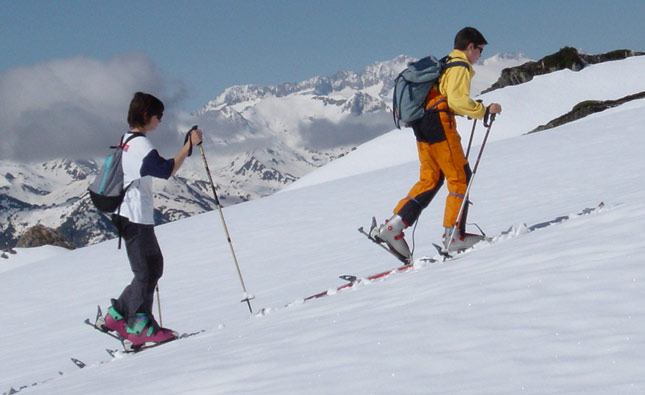
از ویژگی‌های بارز اسکی‌تورینگ، آزاد بودن قسمت پاشنه در هنگام صعود است. پس از رسیدن به قلهٔ کوه یا هر مقصد دیگر، پاشنه‌ها به اسکی متصل می‌شوند به‌گونه‌ای که می‌توان مانند اسکی معمولی در سراشیب (اسکی آلپاین) پایین آمد.

اسکی‌تورینگ (یا کوهنوردی با اسکی) به استفاده از اسکی برای صعود و فرود در مناطق کوهستانی گفته می‌شود. این کار اغلب خارج از پیست‌های اسکی انجام شده و اسکی‌باز وابسته به وسایل بالابر از قبیل تله‌اسکی نیست و آزادانه می‌تواند مسیر خود را در کوه انتخاب کند.
اسکی‌تورینگ حاصل ترکیب عناصری از اسکی نوردیک و آلپاین است؛ به‌طوری‌که ویژگی اصلی آن، پاشنه‌های آزاد اسکی‌باز در هنگام صعود و اتصال پاشنه‌ها به چوب اسکی در هنگام فرود است. این ترکیب از دو وضعیت، اسکی‌تورینگ را از دیگر روش‌ها (شاخه‌های) اسکی متمایز می‌کند که در ادامه مختصراً به آنها اشاره شده است.
اسکی‌تورینگ معمولاً انتخاب اسکی‌بازانی است که به‌دنبال برف تازه هستند و همین‌طور آنهایی که می‌خواهند در کوهنوردی از اسکی استفاده کنند. این روش همچنین امکان اسکی‌کردن بدون پرداخت هزینه‌های نسبتاً بالای اسکی آلپاین معمولی در پیست‌های اسکی را فراهم می‌کند. این رشته نیاز به ترکیبی از مهارت‌های کوهنوردی و اسکی دارد و اغلب شامل مسیریابی در مناطق مستعد بهمن است.

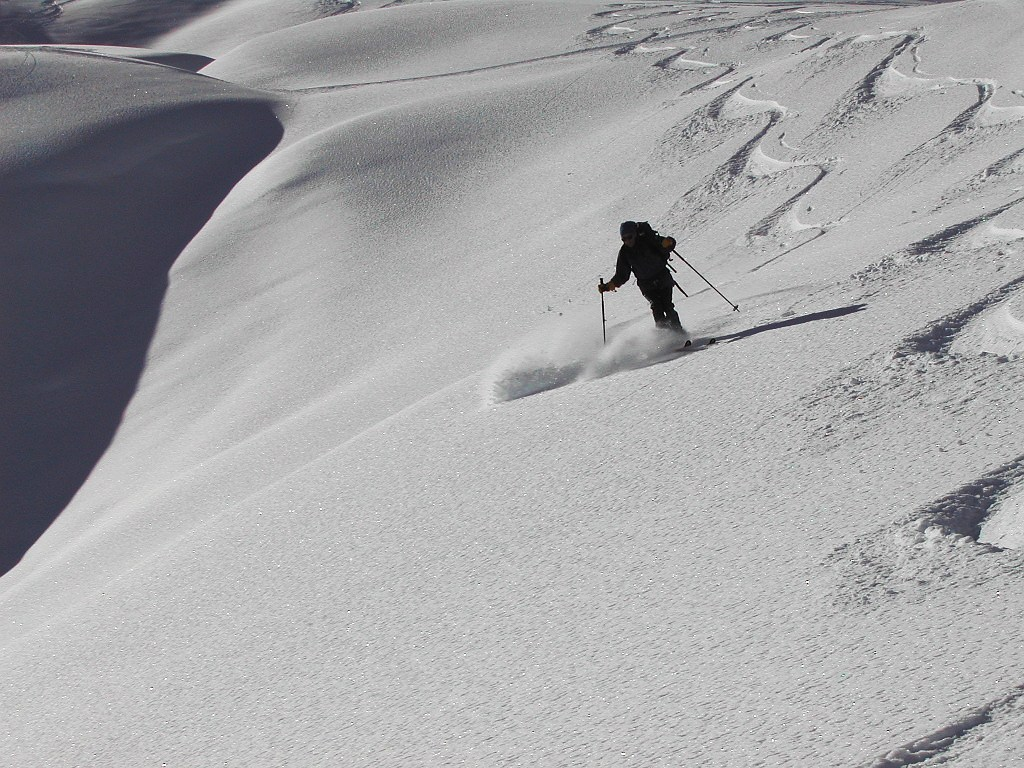
فرود از کوهی در سوئیس در شرایط تقریباً ایده‌آل شامل برف پودر و آفتاب. در مقابل، شرایط دشوار می‌تواند شامل برف عمیقی باشد که مدتی از بارش آن گذشته، طوری که لایهٔ بالایی آن پیشتر ذوب شده و دوباره یخ زده‌است (سخت و چالش‌برانگیز به ویژه برای اسکی‌بازان مبتدی).

## تاریخچه
از جمله پیشگامان اسکی‌تورینگ، جان تامپسون (John Thompson) ملقب به «کفش‌برفی» است. او از سال ۱۸۵۵ برای دست‌کم ۲۰ سال با عبور از شیب‌های شرقی کوهستان سیرا نوادا با استفاده از اسکی، به کمپ‌های معادن دورافتاده‌ای در کالیفرنیا نامه‌رسانی می‌کرده‌ است. او مسیر ۹۰ مایلی (۱۴۰ کیلومتری) را در سه روز می‌پیمود و پس از تحویل نامه‌ها و بسته‌های پستی که تا ۱۰۰ پوند (۴۵ کیلوگرم) وزن داشت، همان مسیر را طی دو روز بازمی‌گشت.

## تجهیزات

### چوب اسکی
چوب اسکی‌تورینگ شبیه به اسکی آلپاین است با این تفاوت که معمولاً سبک‌تر، با پهنای بیشتر و انعطاف پذیرتر ساخته می‌شود.

### پابند (binding، در ایران معروف به فیکسِ اسکی)
پابندهای اسکی‌تورینگ مخصوص این روش هستند به‌طوری‌که پاشنه‌ها در هنگام صعود آزادند (به چوب اسکی متصل نیستند). این حالت امکان حرکت طبیعی پاها در پیمایش و صعود را فراهم می‌کند (هم در بخش‌های هموار مسیر و هم سربالایی‌ها). پس از رسیدن به قله‌ی کوه (یا هر مقصد دیگر)، پاشنه‌ها به اسکی متصل شده و به فرد امکان می‌دهد سراشیبی را با اطمینان اسکی کند.

### پوست زیر اسکی (Ski skin)
پوست اسکی (یا پوست صعود با اسکی) لایه‌ای مخصوص و نواری شکل است که با الهام گرفتن از پوست فوک ساخته شده و با قرارگرفتن زیر چوب اسکی‌ها درهنگام بالا رفتن از شیب، از برگشت به عقب جلوگیری می‌کند (مانند فوک که رو به جلو سرمی‌خورد اما به عقب برنمی‌گردد). پوست اسکی معمولاً از طریق حلقه‌ یا قلابی در دو سر آن به جلو و انتهای چوب اسکی متصل می‌شود و چسب خاصی هم به ثابت قرارگرفتن آن زیر چوب اسکی کمک می‌کند.

### تجهیزات ویژهٔ جستجو و نجات بهمن
به بخشی با همین عنوان در صفحهٔ «ریزش بهمن» ویکی‌پدیا نگاه کنید.

## انواع دیگر اسکی در کوهستان
دسته‌بندی‌ها و نام‌گذاری‌های مختلفی برای استفاده از اسکی در کوهستان (خارج از پیست) وجود دارند که از جمله آنها می‌توان موارد زیر را برشمرد:

### کوهنوردی [با] اسکی
در انگلیسی Ski mountaineering یا به‌شکل خلاصه Skimo، به طور کلی به ترکیب کوهنوردی و اسکی گفته می‌شود که نوع رقابتی آن به‌عنوان ورزشی مجزا به المپیک زمستانی هم راه پیدا کرده است. ورزشکاران با استفاده از مهارت‌های اسکی و توانایی‌های کوهنوردی در میان کوه‌های پوشیده از برف مسابقه می‌دهند، سربالایی و سراشیبی را با اسکی می‌پیمایند، در شیب‌های تند تجهیزات خود را حمل می‌کنند و از صخره‌های ترکیب شده با یخ با کرامپون بالا می‌روند. پاشنه‌های آزاد، استفاده از پوست اسکی در صعود و چوب اسکی‌هایی با وزن و پهنای کم‌تر نسبت به اسکی‌تورینگ از مشخصه‌های این روش است.

### اسکی کوهستان
در نروژی Fjellski (با ترجمه‌ی انگلیسی mountain ski)، نوعی از اسکی با کاربرد در کوه که شبیه‌ترین شاخه به اسکی صحرانوردی ( cross-country skiing) محسوب می‌شود. این نوع از اسکی که در آن پاشنه‌ها همیشه آزاد است و چوب اسکی پهنای اندکی بیشتر از اسکی کراس کانتری دارد، معمولاً برای مسافت‌های طولانی و شیب‌های ملایم در کوهستان به‌کار می‌رود.

### اسکی تلِمارک
رجوع به صفحه‌ی اسکی تلمارک (Telemark ski)؛ اسکی با نوع مخصوصی از پابند (فیکس) که ابتدا در قرن نوزدهم در ناحیه تلمارک نروژ ابداع شد. پاشنه‌ها در این نوع اسکی همیشه آزادند و افراد با استفاده از آن در پیست و خارج از پیست اسکی می‌کنند. برای بالارفتن از کوه با این نوع از اسکی نیز به‌مانند اسکی‌تورینگ، نیاز به استفاده از پوست اسکی است.